# وحش دين

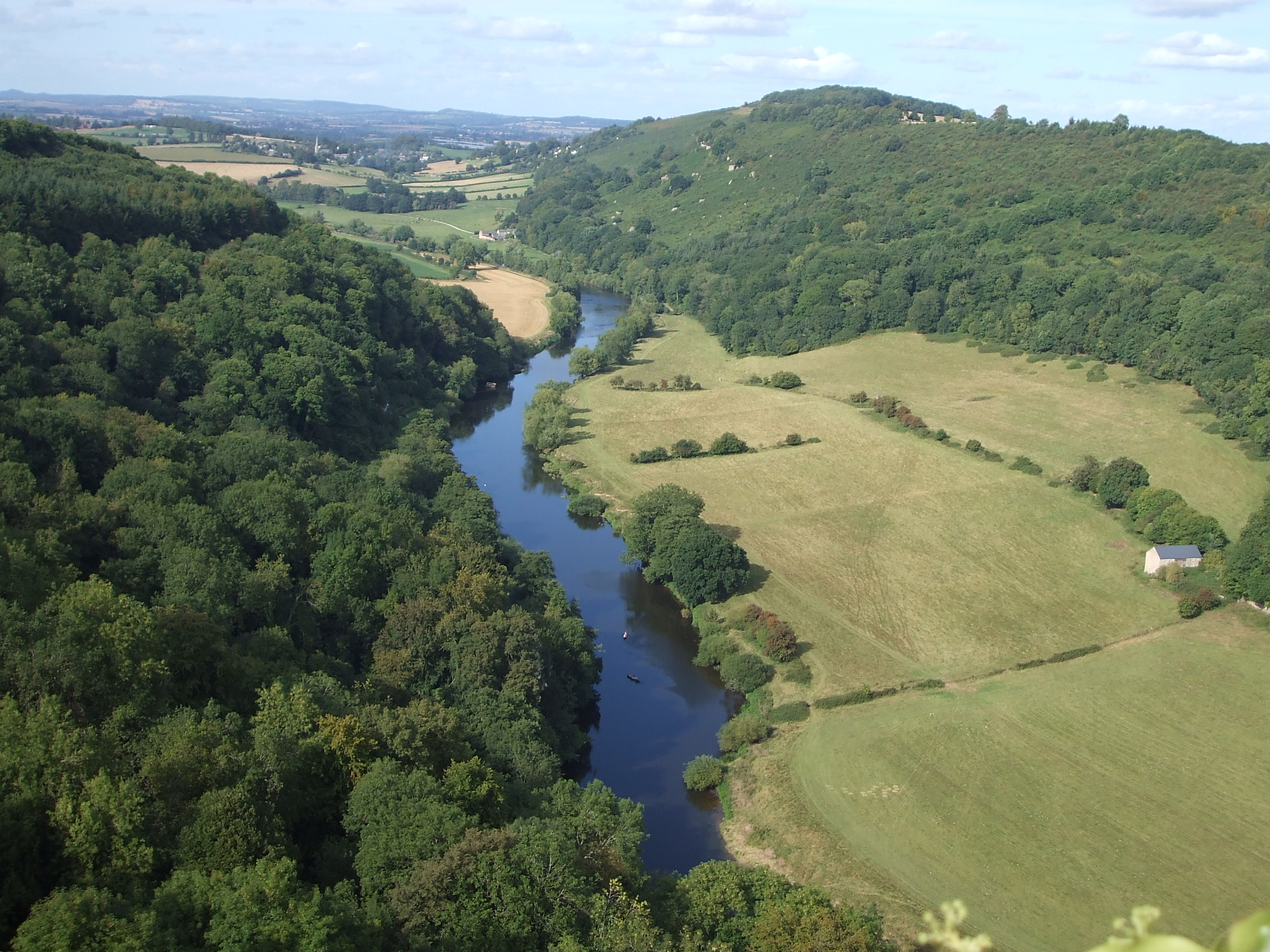
غابة دين، موطن وحش دين الأسطوري

وحش دين (بالإنجليزية: Beast of Dean)‏ يُقال إن هذا الوحش هو حيوان يعيش أو عاش مرة في غابة دين، الكائنة في جلوسيسترشاير، إنجلترا. كان يُعتقد في الأصل أنه يشبه الخنزير البري (Sus scrofa)، لكنه كبير الحجم بشكل غير طبيعي.

## التاريخ
قام مزارعون من قرية باركيند برحلة استكشافية للقبض على المخلوق وقتله في عام 1802 لكنهم لم يجدوا شيئًا. تم الإبلاغ عن الحيوان الذي كانوا يصطادونه على أنه خنزير كبير بما يكفي لقطع الأشجار.